# Cessna 404 Titan II
Il Cessna 404 Titan II è un aeroplano bimotore statunitense costruito negli anni '70 da Cessna Aircraft. Al tempo della sua creazione il 404 era per l'azienda produttrice il più grande bimotore a pistoni mai costruito.

Il C-28 è la versione militare creata per gli Stati Uniti, mentre il TP 87 per la Svezia.

## Storia
Il Cessna 404 fu sviluppato dal Cessna 402 dotandolo di un impennaggio verticale di maggiori dimensioni. Il primo prototipo volò per la prima volta il 26 febbraio 1975. Il 404 presenta due motori turbo Continental Motors GTSIO-520 da 375 hp/280 kW.

All'inizio furono proposte due versioni, il Titan Ambassador versione per il trasporto di dieci passeggeri e il Titan Courier, versione adibita sia al trasporto cargo che a quello passeggeri. Vennero create in seguito altre versioni, tanto che nel 1982 erano disponibili sette differenti versioni, tra cui il Titan Freighter dedicata solo al trasporto cargo. Quest'ultimo aveva un pavimento rinforzato e porte separate per il carico; le pareti interne e il soffitto erano rivestite di policarbonato, che offriva la necessaria resistenza agli urti nel caso che il carico si muovesse liberamente durante il volo.

## Varianti
- Titan Ambassador - Versione base per il trasporto di 10 persone.
- Titan Ambassador II - Versione Ambassador migliorata.
- Titan Ambassador III - Versione Ambassador II migliorata.
- Titan Courier - Versione interscambiabile tra passeggeri/cargo.
- Titan Courier II - Versione Courier migliorata.
- Titan Freighter - Versione interamente cargo.
- Titan Freighter II - Versione Freighter migliorata.

## Utilizzatori
Bahamas
- Royal Bahamas Defence Force

 Bolivia
- Bolivian Air Force

 Rep. Dominicana

 Messico
 Nicaragua
- Forza aerea dell'Esercito nicaraguense

2 Ce404 consegnati.
 Svezia
- Swedish Air Force

 Tanzania
 Stati Uniti

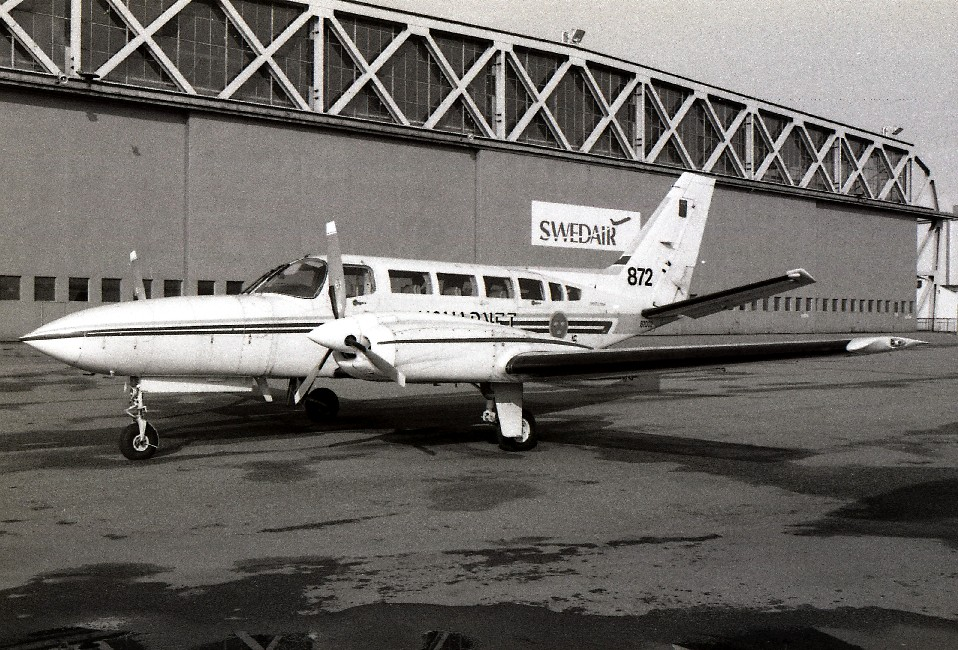
404 (TP 87) svedese.

- United States Navy (ridenominato C-28A)

 Porto Rico